# فضل هادی مسلم‌یار
فضل هادی مسلمیار (۱۳۴۸، قریه دولتزی ولسوالی چپرهار ننگرهار) رئیس مجلس سنای افغانستان است.

## زندگی
فضل هادی مسلم یار پسر حاجی محمدعمر؛ در سال ۱۳۴۸ خورشیدی در قریه دولتزی ولسوالی چپرهار ننگرهار متولد شد. از در بخش سیاست و دیپلماسی از دانشگاه آریانا ننگرهار سند لیسانس (کارشناسی) دارد.

## فعالبت‌های سیاسی
وی از طریق انتخابات ۱۳۸۴ عضویت شورای ولایتی ننگرهار را به دست آورد، که به اساس انتخابات این شورا، برای دورهٔ چهار ساله منحیث رئیس این شورا انتخاب شد.
او عضویت حزب دعوت به رهبری عبدالرب رسول سیاف را دارد.
فضل هادی مسلمیار سناتور انتصابی در نخستین جلسه دور هفدهم شورای ملی به اتفاق آرای سناتوران بار دیگر برای یک دوره پنج ساله تقنینی (قانون‌گذاری) به حیث رئیس این مجلس انتخاب شد
مسلمیار نماینده ولایت ننگرهار در مجلس سنا هشت سال سمت ریاست و یکسال سمت نیابت اول مجلس سنا را بر عهده داشت. مسلمیار با ۶۱ رای عضو سنا به سمت ریاست مجلس سنا انتخاب شد.